# Acid Bath
Acid Bath je bila ameriška rock/metal skupina iz Lousiane, aktivna je bila med letoma 1991 in 1997. Skupino ni mogoče uvrstiti v eno zvrst, saj je njihova glasba mešanica med sludge/doomom, death, grindcore, stoner, blues rockom in tudi folkom. V intervjuju z revijo Pit magazine je Dax Riggs njihovo glasbo uvrstil kot »death rock« (nanašajoč se bolj na besedila v katerih prevlada tema smrti, bolj kot na žanr povezan s horror-punk kulturo z enakim imenom). Acid Bath je bila inkarnacija dveh skupin: Dark Karnival iz katerega sta prišla Audie Pitre in Sammy Pierre Duet, ter skupine Golgotha iz katere so prišli Tommy Viator, Dax Riggs in Mike Sanchez. Tommija Viatorja je kasneje zamenjal Jimmy Kyle. Joseph J. Fontenot je bil kratek čas basist skupine, bil je pa tudi član Audijeve skupine Shrum.

## Biografija
Acid Bath je bila ustanovljena leta 1991. Skupina je bila iz več manjših mest južno od New Orleansa. Njihov demo Hymns of the Needle Freak so posneli z njihovim menedžerjem in producentom Keithom Falgoutom leta 1993. Nato so izdali When the Kite String Pops, (producent Spike Cassidy) leta 1994, dve leti kasneje mu je pa sledil njihov zadnji poizkus Paega Terrorism Tactics. Nobeden od albumov jim ni prinesel mainstream uspehov, sta pa oba dosegla stopnjo uspeha na underground sceni. Leta 2005 pa so izdali še en album sestavljen in njihovih demov, Demos: 1993-1996.

## Razpad in prihodnost
Po dveh studio albumih je Acid Bath razpadla zaradi smrti basista Audija Pitreja in njegove družine. Krožile so sicer tudi govorice o novem albumu, ki naj bi nastal po razpadu skupine, toda nihče ni uradno potrdil teh govoric.
Dax Riggs in Mike Sanchez sta začela nastopati v doom metal/psychedelic rock skupini Agents of Oblivion, s katero sta izdala edini album, imenovan prav Agents of Oblivion, nakar je skupina razpadla. Riggs je tudi frontman swamp rock skupine Deadboy and the Elephantmen. Sammy Pierre Duet je bil nekoč član skupine Crowbar, toda zapustil jo je, da bi se pridružil članom Acid Batha. Sedaj je član death metal benda Goatwhore in Ritual killer. Leta 1995 je Audie nastopal v edinstvenem sludge metal bendu poznanem kot Shrum.

## Glasbena zapuščina
Kljub temu, da so izdali samo dva albuma in nekaj radio priredb ter nekaj neuradnih posnetkov, so na underground sceni pridobili precej oboževalcev predvsem zaradi edinstveni, eksperimentalni naravi njihove glasbe. Acid Bath so najbolj prepoznavni po mešanju ekstremnega grindcore s sludge metalom, ter mešanico death growla in melanholičnih vokalov v goth/grunge stilu ter značilnih pasusov z akustično kitaro. Prav tako so uporabljali sampling in spoken word. Riggsovi vokali so bili elektronsko obdelani, kar ustvarja industrijski prizvok. Tudi nekateri drugi inštrumenti so bili v fazi snemanja obdelani z industrijskimi efekti (kot na primer bobni v drugi polovici od skladbe »New Death Sensation«). Acid Bathovi blagovni izdelki so precej redki, kar samo povečuje njihov kultni privlačnosti. Skladba Venus Blue bi, po besedah Williama Yorka, lahko bila radijski hit, če ne bi imela tako »ostrega« besedila. Naslednje dejstvo, zaradi katerega verjetno ne bi postali preveč popularni, je bila uporaba umetnin John Wayn GacywJohna Wayna Gacyja, Dr. Jacka Kevorkiana, Richarda Ramireza in Kennetha Bianchija za platnice njihovih albumov

## Diskografija

### Albumi in kompilacije
- When the Kite String Pops (1994)
- Paegan Terrorism Tactics (1996)
- Demos: 1993-1996 (2005)

### Demo
- Golgotha (1991)
- Acid Bath Live (1992)
- Hymns of the Needle Freak (1993)
- Radio Edits 1 (1994)
- Radio Edits 2 (1996)

### Video
- »Apocalyptic Sunshine Bootleg« (1994)
- »Toubabo Koomi« (1994)
- »Double Live Bootleg!« DVD (2002)